# Samia (langue)
Pour les articles homonymes, voir Samia.
Le samia (ou saamia) est une langue bantoue parlée par la population samia en Ouganda et au Kenya.